# Mahkuvaara
Mahkuvaara är en kulle i Finland. Den ligger i Enontekis i landskapet Lappland, i den norra delen av landet, 900 km norr om huvudstaden Helsingfors. Toppen på Mahkuvaara är 484 meter över havet. Mahkuvaara ligger vid sjön Vuomajärvet.
Terrängen runt Mahkuvaara är huvudsakligen platt.  Trakten runt Mahkuvaara är nära nog obefolkad, med mindre än två invånare per kvadratkilometer. Det finns inga samhällen i närheten. Omgivningarna runt Mahkuvaara är i huvudsak ett öppet busklandskap.